# Mogens Skytte Christiansen
Mogens Skytte Christiansen (12. november 1918 i Vindinge – 7. februar 1996) var en dansk botaniker og mikrobiolog med speciale i mosser og lav.

## Uddannelse og tidlig karriere
Efter endt uddannelse fra Københavns Universitet arbejdede Skytte Christiansen på Polyteknisk Læreanstalt og derefter på Landbohøjskolen indtil han blev leder af Botanisk Centralbibliotek i 1952. Her koncentrerede han sig om sin forskning af lav (likener) og samlede eksemplarer fra hele Danmark, en stor del af Europa samt Grønland. Han arbejdede tidligt med botaniker og likenolog Olaf Galløe og bidrog med sin samling som illustrationer til Galløes værk Natural History of the Danish Lichens. Skytte Christiansen bidrog yderligere til Natural History of the Danish Lichens ved at redigere sidste bind (nummer 10) i 1972.

## Senere karriere
I 1962 blev Mogens Skytte Christiansen lektor i plantesystematik og nomenklatur ved Københavns Universitet. Samme år udgav han Flora i farver – en håndbog med beskrivelser af voksested, blomstringstidspunkt, kendetegn og brug af alle almindelige vilde planter i Danmark illustreret af farveakvareller. Fra midten af 1970erne samarbejde han med F. Rose, U. Søchting, K. Ramkaer og S. Svane på at katalogisere likener i danske egne. Efter sin pension i 1988 tilbragte Skytte Christiansen en stor del af sin tid med at katalogisere sin enorme – og for dansk botanik – uvurderlige samling. Hans likenherbarium er doneret til Botanisk Museum i København.

## Bøger og publikationer
Standard-auktorbetegnelse for arter beskrevet af Mogens Skytte Christiansen: M.S.Christ.
- 1958-59 Danmarks vilde Planter. Med et udvalg af vore nordiske nabolandes flora, bind 1-2. Tegninger af Henning Anthon.
- 1962 Flora i farver. Trykt i mere end ti oplag og 300.000 eksemplarer. Udkommer i flere udenlandske udgaver. Tegninger af Henning Anthon.
- 1972 Bind ti af Olaf Galløes, Natural History of the Danish Lichens. Original investigations based on new principles.
- 1977 Græsser i farver. Politikens Forlag.Illustrationer af Verner Hancke.